# Ben Stoneham, Baron Stoneham of Droxford

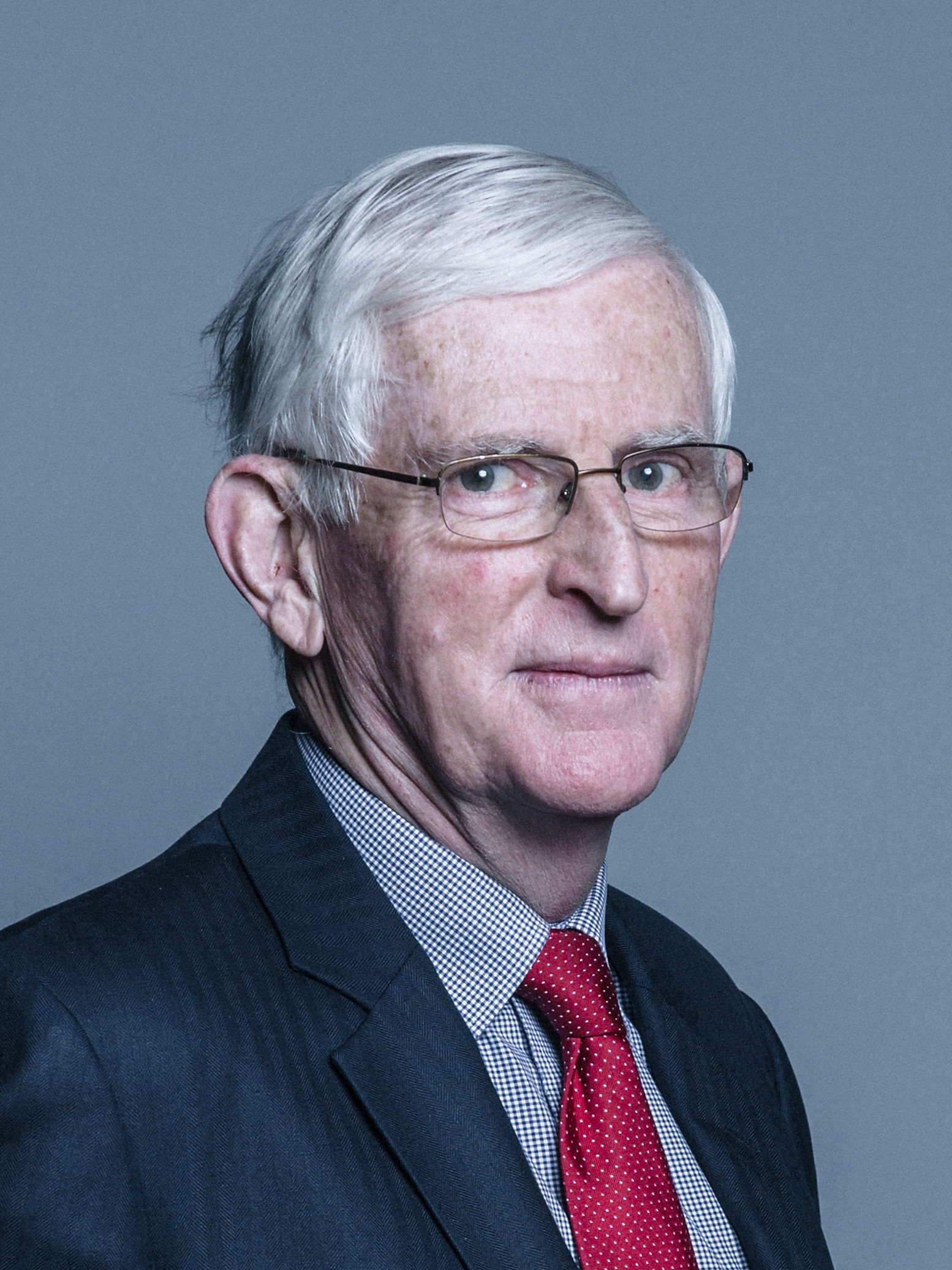
Ben Stoneham, Baron Stoneham of Droxford

Benjamin Russell Mackintosh Stoneham, Baron Stoneham of Droxford (* 28. August 1948) ist ein britischer Journalist, Politiker und Life Peer.
Stoneham engagierte sich in der Politik zunächst für Labour. Im Alter von 29 Jahren war er Kandidat von Labour bei der Nachwahl im Wahlkreis Saffron Walden. Er erzielte 14,6 % der Stimmen. Später war er Schatzmeister der Campaign for Labour Victory. Zusammen mit vielen der führenden Personen dieser Kampagne ging er später zur Social Democratic Party. Stoneham war Kandidat der SDP bei der Parlamentswahl 1983 und 1987 im Wahlkreis Stevenage. 1983 erzielte er das beste sozialdemokratische Ergebnis eines Nichamtsinhabers und verlor knapp mit 1700 Stimmen.
2004 und 2010 kandidierte er für die Distriktsversammlung von Winchester.
Seit 2003 ist er aktiv bei den Liberaldemokraten. Von 2003 bis 2010 war er Geschäftsführer der Partei unter der Parteiführung von Charles Kennedy, und Nick Clegg.
Am 17. Januar 2011 wurde er als Baron Stoneham of Droxford, of Meon Valley in the County of Hampshire, zum Life Peer erhoben. Seine Antrittsrede hielt er am 20. Januar 2011.